# 헌혈

헌혈의 대표적인 그림문자

헌혈(獻血, 영어: blood donation)은 혈액 기증자가 혈액을 기증하는 것을 의미한다. 전 세계 일부 국가에서는 혈액을 돈으로 사고파는 매혈이 존재하고, 대한민국도 1980년까지 매혈을 하였으나 1981년 7월 1일 대한적십자사가 혈액관리업무를 전담하면서 매혈이 줄어들기 시작하였다. 대한적십자사만이 독점하고 있는 체계에 문제점이 지적되어 현재 대한민국에선 대한적십자사와 한마음혈액원 두 곳에서 헌혈 사업을 하고 있다.
해외에서는 이슬람교 시아파 축제인 아슈라 축제때 자해를 하며 거리에 피를 범람하며 피를 낭비하는 것이 알라(하나님)이 주신 귀한 몸을 상하게 하는 하람이라는 의견이 제시되어 생명을 구하는 일에 앞장서고 당시 카르빌라 참극에서 순교한 이맘 후세인의 이름을 빌어 참회와 속죄의 의미를 담아 헌혈을 하는 것으로 변경되었다.

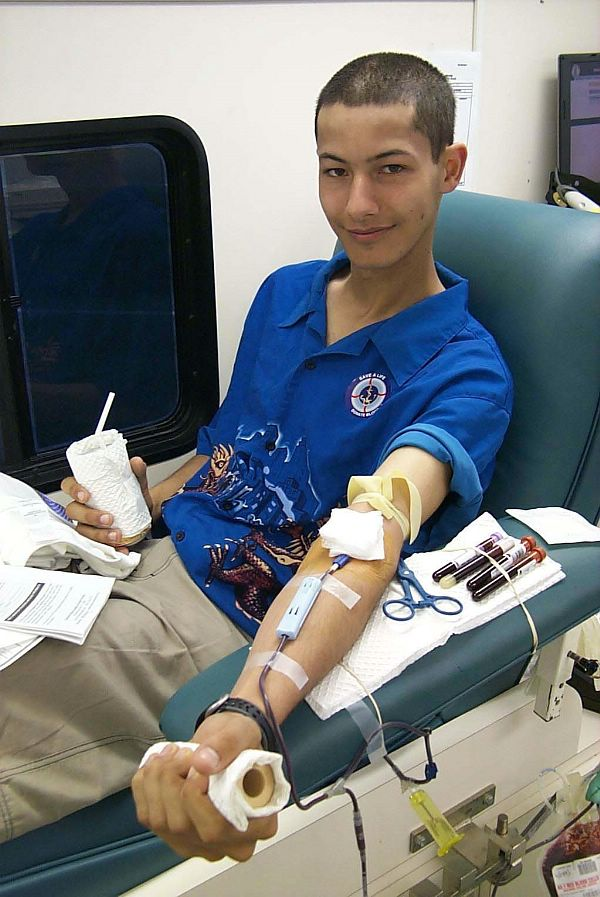
헌혈

## 과정
헌혈 과정은 기증자 적합선별, 실제 헌혈, 회복 과정을 모두 포함한다. 이것은 혈액 전체를 헌혈하는 "전혈 헌혈"과 전체의 혈액에서 혈장 혹은 혈소판을 분리해서 헌혈하는 "성분 헌혈" 모두에 적용된다.

### 헌혈 장소에 도착하기 앞서
헌혈은 아무나 할 수 있는 것이 아니다. 헌혈을 하기 전에, 미리 이 사람이 헌혈하는 조건에 적합한지 보는 튜브가 있다. 이 튜브에 피를 담아 나타나는 증상에 따라 헌혈이 가능한지, 또는 불가능한지 알 수 있다.
개인이 헌혈하기 위해서는 인구 이동이 많은 장소에 위치한 대한적십자사가 운영하는 "헌혈의 집"이나 한마음 혈액원이 운영하는 "헌혈 카페"를 이용하거나, 두 단체 모두 운영하고 있는 길거리 헌혈 버스를 이용하면 된다. 단체 헌혈은 헌혈을 희망하는 단체에게 간호사와 헌혈 버스가 출장을 가는방식의 헌혈로써 일반적으로 버스 헌혈과 크게 다르지 않다. 주로 대기업의 사회봉사행사, 대학교 지역봉사활동, 고등학교 지역봉사활동, 군인들의 민간지원, 교회의 지역봉사활동처럼 나눔을 실천하기 위해서 단체 활동 보조의 일환으로 헌혈을 자원할 경우에 지원해주고 있다. 행사시 헌혈에 대한 간단한 설명과 함께 헌혈 캠페인 등도 함께 동반하는 경우가 대부분이다.
헌혈된 피는 헌혈 사업을 하는 사업자에 의해서 각 지역의 혈액원에 수합이 된뒤, 혈액 제재로써 가공된다. 이 과정을 통해 전혈은 농축적혈구, 신선동결혈장, 농축혈소판으로 분리되며, 성분 현혈의 혈장의 경우는 동결혈장으로 유통되고, 성분채혈혈소판의 경우는 성분채혈혈소판으로 유통된다. 농축혈소판과 성분채혈혈소판은 다르다. 성분채혈 혈장은 신선동결혈장으로 사용되지 않는다. 신선동결혈장과 동결혈장은 다르다. 둘다 동결한다는 것에는 같지만. 신선동결혈장은. 신선한 전혈로부터 채혈된 혈장이며. 수혈용으로도 사용된다.. 동결혈장은 수혈용으로 사용되지 않고. 의약품을 제조하는데 사용된다. 헌혈의집이나 헌혈카페 헌혈버스에서.. 저녁시간에 채혈된 혈액은 저녁에 혈액 제조가 불가능하므로 다음날 제조한다. 신선한 전혈이 아니기 때문에 그 전혈로부터는 신선동결혈장을 얻을 수 없다. 동결혈장은 얻을 수 있다. 농축혈소판의 제조도 하지 않는다. 신선한 전혈...채혈후.. 일정시간 이내의 전혈에서는 채혈할 때 트리플 백을 보통 사용하는데. 트리플 백으로 농축적혈구, 농축혈소판, 신선동결혈장을 얻을 수 있다. 신선한 전혈에서 혈장을 얻어서 급속 냉동한다. 더블백도 전혈에 사용되는 백인데.. 더블백으로는 농축적혈구, 동결혈장을 얻을 수 있고 농축혈소판은 얻을 수 없다. 성분채혈혈소판은 농축혈소판의 6배에 해당되는 혈소판을 얻을 수 있고 수혈자가 여러명의 헌혈자의 혈액에 노출될 확률이 적어지므로, 수혈 부작용의 확률이 줄어든다고 할 수 있다. 성분채집 혈장의 경우에는 한사람으로부터 많은 혈장을 얻을 수 있으므로, 의약품제조에 필요한 혈장을 다량으로 얻을 수 있는 장점이 있다.
혈장을 제외한 나머지 유통과정은 냉장 유통이며, 혈소판 제재의 경우는 14일 안에 유통을 완료해야하며, 적혈구 제재의 경우는 35일, 냉동 유통되는 혈장의 경우는 1년 안에 유통되어야 한다. 기간이 지날 경우에는 혈액 부족사태가 우려되더라도 폐기를 원칙으로 한다.
혈액의 부족 사태는 혈액의 생산과 수요에 밀접한 관계가 있는데, 혈액이란 물질의 특징상 사람이 아니면 생산해낼 수 없는 물질이므로 그만큼 항상 일정한 헌혈과 일정한 수요가 필요로 하다. 우리나라의 최대 헌혈 공급처는 대한민국 군대인데, 북한의 영향으로 휴전선 인근 김포, 파주 등 전방 지역이 말라리아 위험지역으로 구분되어 전혈 헌혈이 금지되면 적혈구 제재에 대한 공급이 감소하여 혈액 부족 사태가 발생하곤 한다.
헌혈 기증자는 헌혈을 하고 난 뒤에 일시적으로 헌혈에 따른 부작용이 발생할 수 있기 때문에 헌혈 당시의 컨디션이 좋은지 스스로 체크하는 것이 매우 중요하다. 헌혈자는 헌혈의 집이나 헌혈카페, 헌혈버스에서 안내하는 의무 혹은 권고 지침을 따라야 한다. 대부분의 헌혈장소에서는 기증자의 긴장 완화와 빠른 회복을 위해서 헌혈 전 후로 물과 음료수를 충분히 제공하며 마실 것을 권하고 있으며, 또한 카페인이 든 음료는 마시지 않는 것이 권하며, 헌혈 후 잘 쉬고 먹으라고 권하고 있다. 이는 헌혈로 자칫 부족해진 혈액이나 혈액내 무기질로 인해 발생할 수 있는 무기력증의 위험을 낮추기 위함이다. 또한, 철 성분이 많은 음식을 먹어 두는 것도 나쁘지 않다. 일상 생활에 문제가 없더라도 헌혈을 하기에 헤모글로빈 수치가 낮으면 당일 헌혈을 할 수 없다. 헤모글로빈 수치는 그 날의 컨디션에 따라 조금씩 달라질 수 있으므로, 그로 인한 헌혈 금지를 몸의 건강 이상 신호로 받아들이지 않아야 한다. 각 국가마다 적합한 헌혈자를 구별해 내기 위한 각자의 방법이 있으며, 이때 기증자들은 헌혈에 앞서 선별 문진 사항을 잘 숙지하고, 충분히 숙지한 후 거짓없이 준수할 것을 서약해야 한다.

### 적합선별
서양에서는 일반적으로 헌혈을 기다리는 사람들에게 적합 선별을 강제로 받게 했다. 과거에, 미국과 다른 나라에서는 인종, 민족, 지역에 따라 헌혈 그룹을 분리하였다. 이런 기반에서 부적합 판정을 받은 헌혈자들의 그룹은 완전히 배제되었다. 현재 미국에서는 이런 관례는 없어졌고, 헌혈자 특성의 경우 질병이 전달될 가능성이 있는지, 질병에 대한 효력 기간은 얼만큼인지만 고려된다.

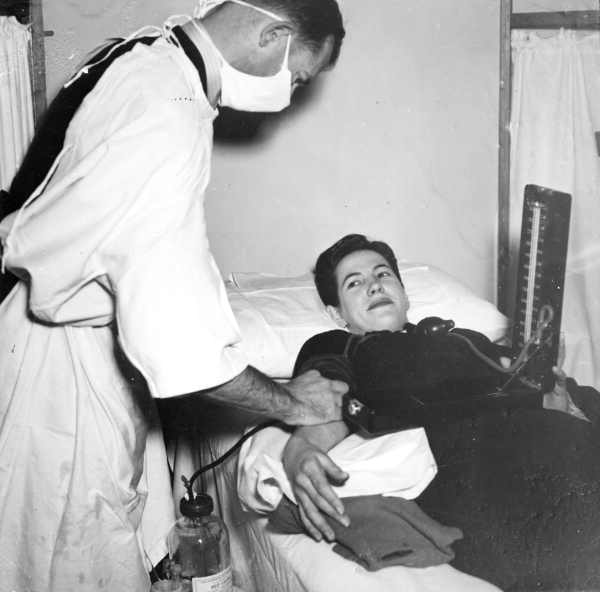
1940년대 당시의 로열 멜버른 병원에서 헌혈.

다른 헌혈자 특징은 또한 다음과 같이 고려된다: 1985년에 시작한, 미국 적십자사와 미국 식약품관리국의 정책은 동성애자나 양성애자, 특히 "1977년 이후로 다른 남자와 한 번이라도 성교를 한 남자",, 정맥주사 치료 (HI) 약물 사용자, 인체 면역결핍 바이러스 (HIV) 감염율이 높은 나라에서 최근에 이주한 사람에게 헌혈을 금하였다. 금지 목록에 있는 사람과 성교한 사람을 포함하는 것에 대해 약간의 논란을 불러 일으켰다; 미국 식약품관리국과 적십자사는 공공 정책이 헌혈로부터 공급받는 혈액을 "인체 면역결핍 바이러스와 같은 질병"으로부터 보호할 필요가 있다고 금지의 정당화를 언급했다. 반면에 다른 사람들은 공급되는 모든 혈액은 검사를 받고, 또 성적으로 활발한 이성애자들은 무조건 헌혈이 금지되기 때문에, 금지는 곧 차별이라고 생각했다. 다른 나라에는 다양한 정책이 있다. 이를테면, 예전의 호주는 비슷한 금지를 했지만, 이제는 1년 이전에 남성끼리 성교를 가졌던 사람에게만 헌혈을 금한다. (공급된 혈액의 성분을 검사하는 HIV 혈액 검사에서 일반적으로 항체미형성 기간보다 더 길다)
이와 비슷하게 미국에서 중요한 헌혈자의 적합 요구사항은 인간 광우병 (vCJD)에 대한 걱정과 맞물려 있다: "광우병"이 일어난 나라에서 오래 거주한 사람은 헌혈에 적합하지 않음을 발견한다. 적합선별 인터뷰의 일부로, 헌혈자는 1980년 이전까지 배제 목록의 나라에 거주했는지 질문을 받았다. 거주 나라의 목록은 대부분의 서유럽 (과거에 영국에서 거주했던 사람은 강력하게 제한됨), 터키 그리고, 러시아, 우크라이나, 벨라루스, 발트 3국 (이것들은 예전에 소비에트 연방의 일부분)을 제외한 모든 동유럽을 포함하여 잠재적인 헌혈자를 부적격자로 판별한다. 1980년부터 1996년까지, 만약 한 번이라도 배제 목록의 나라에 방문하거나 거주한 사람은 금지 기간이 5년 더 추가되어 헌혈에서 배제되었다; 영국에서 3개월 이상 시간을 보냈다면, 부정확한 보균자이다. 이 규정은 미국 육군과 다른 군대의 사람에게도 영향을 미쳐서, 1980년에서 1996년동안 유럽 국가에서 6개월 이상 근무하거나 영국에서 3개월 이상 근무한 사람은 헌혈이 금지되었다. 인간 광우병을 고려한 것과 비슷한 정책은 퀘벡주와 캐나다 혈액원에 적용되었다.
헌혈자가 헌혈 장소에 도착했을 때, 일반적으로 적격성을 판별하는 "배제 설문지"에 답변하는 것처럼 동의서 형식을 작성한다. 질문은 헌혈자의 나이, 몸무게, 마지막으로 헌혈한 날짜, 현재 건강 그리고, 문신, 의약품 사용, 해외 거주, 최근 국제 여행, 성교 내역과 같은 다양한 위험 요소를 포함한다.
대한민국에선 설문지를 작성한 후, 비중검사와, 혈액형에 대한 검사를 하고 있다:
- 황산구리 선별검사 ("부유 검사"): 황산구리 용액에 떨어뜨려서 기증자 혈액의 비중을 측정한다. 이 용액은 눈금을 재서 12.5 g/dl (미국에서 헌혈의 기준치) 보다 더 가라앉는 혈액의 농도이어야 한다.

모든 혈액은 나중에 성병 (STD)을 포함한 질병을 검사한다. 만약 질병이 발견되면, 헌혈자에게 이를 알리고 혈액은 버려진다. 혹은 개인이 6시간 이내로 자진배제를 신청할 수도 있다. 개인은 어떤 성병/질병을 알아내려 하는 목적으로 헌혈하는 것은 추천되는 방법이 아니며, 법에도 저촉될 수 있다. 혈액은 질병이 유행할 때 서나일 바이러스와 같은 감염 질병도 추가적으로 검사할 것이다.

### 헌혈

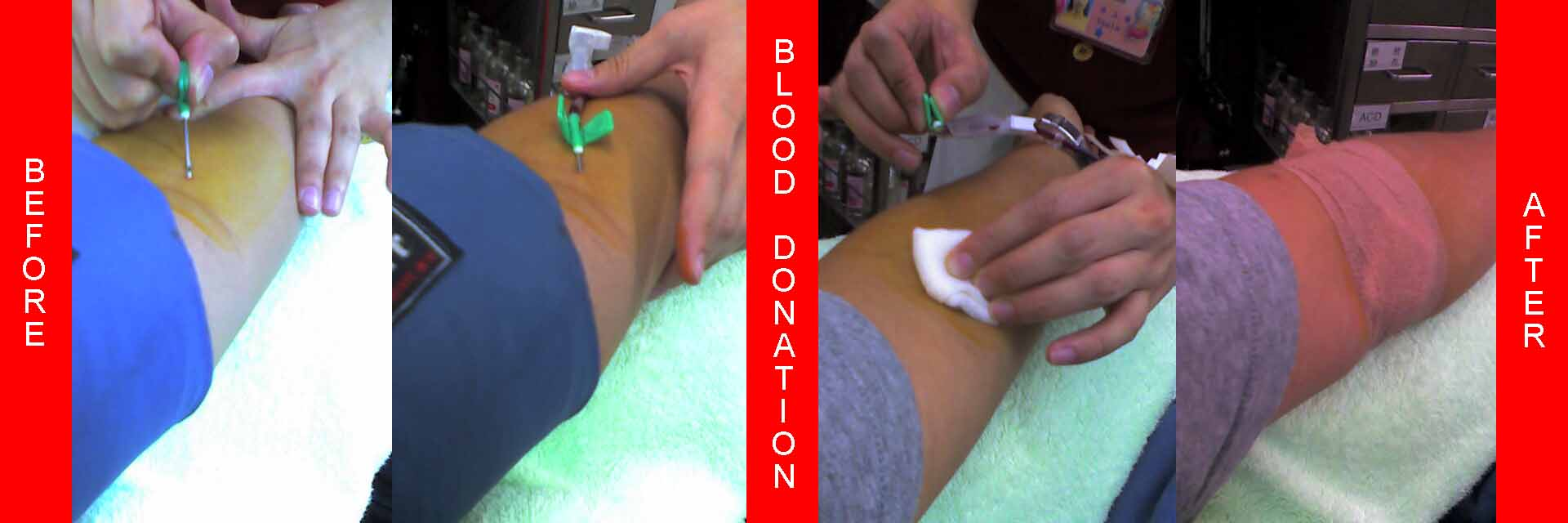
소독, 캐뉼러 삽입, 캐뉼러 당김, 상처 지혈.

헌혈은 일반적으로 누운상태에서 이뤄지는데, 도심의 헌혈의 집이나 헌혈 카페에는 헌혈베드라고 불리는 헌혈을 의해 제작된 팔걸이가 있는 쿠션 쇼파에 드러눕거나 헌혈 버스나 단체헌혈에서는 야전 침대에 누운 상태에서 헌혈이 이뤄진다. 보통 오른손 잡이는 왼손에, 왼손잡이는 오른손에 채혈을 하며, 주관절 안쪽을 알콜 소독 후 포비돈 소독을 한뒤, 간호사가 팔꿈치 안쪽의 척측피정맥(Basilic Vein)에 16~18G 정도의 캐뉼러를 삽입하면서 시작된다. 채혈 과정을 원활히 하기 위해 주먹을 쥐었다 폈다를 반복한다. 혈액은 정맥에서 바늘을 통해서 나와 고무관을 통해 채혈팩에 체워 진다.

#### 성분헌혈

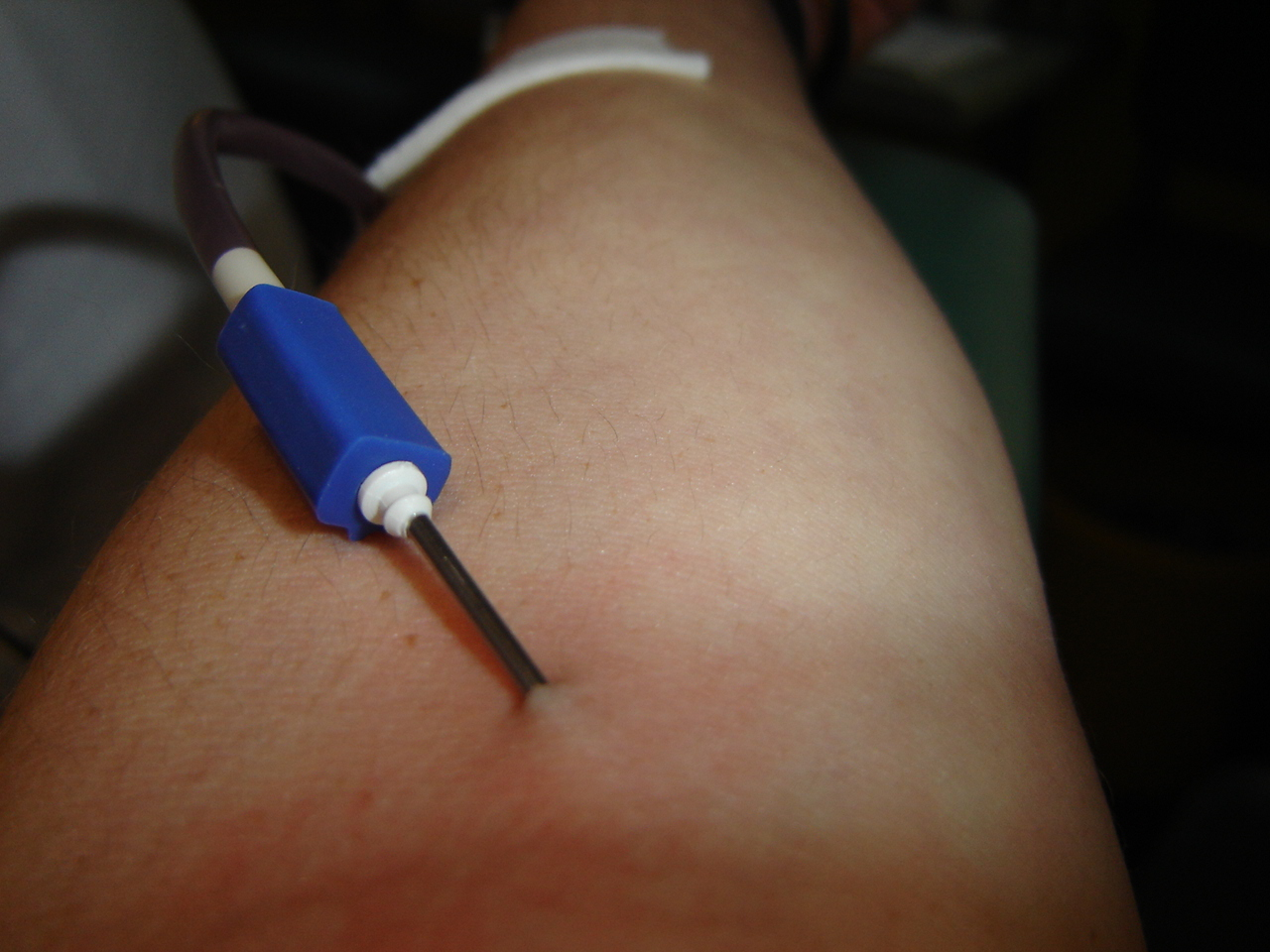
상대적으로 큰 바늘은 전혈에 사용된다.

헌혈자는 가끔 다른 성분은 보존하고 어떤 혈액 성분만 기증하는 선택을 한다. 이 과정은 성분헌혈로 알려져 있고 더 복잡하고, 시간이 전혈보다 더 많이 걸리며, 더 많은 특별한 장비가 필요하다. 성분헌혈의 장점은 원하는 성분을 더 응축하거나 제거할 수 있고(예를 들어 말라리아 잠재위험 지역에서 군복무하거나, 거주하는 사람들같은 경우 혈구를 제외한 혈장성분만 헌혈이 가능하다), 헌혈자는 일반적으로 전혈을 했을 때보다 확실히 자주 헌혈을 할 수 있다(대한민국의 경우 2주후 성분헌혈이 가능하다). 어떤 경우에, 제거된 성분의 유용함은 혈액형에 민감하지 않는 것이다(혈액형은 적혈구의 응집자에 의해서 영향을 받는다).
일반적으로 성분헌혈의 방법은 기증자로부터 전혈을 뽑아서, 성분을 분리해서 혈액을 원심분리한다. (더 많은 정보는 성분헌혈을 볼 것) 요구되는 성분(예시 혈소판, 혈장)은 따로 모이고 나머지 성분은 혈액 응고방지액과 같이 헌혈자에게 되돌려준다.

### 회복

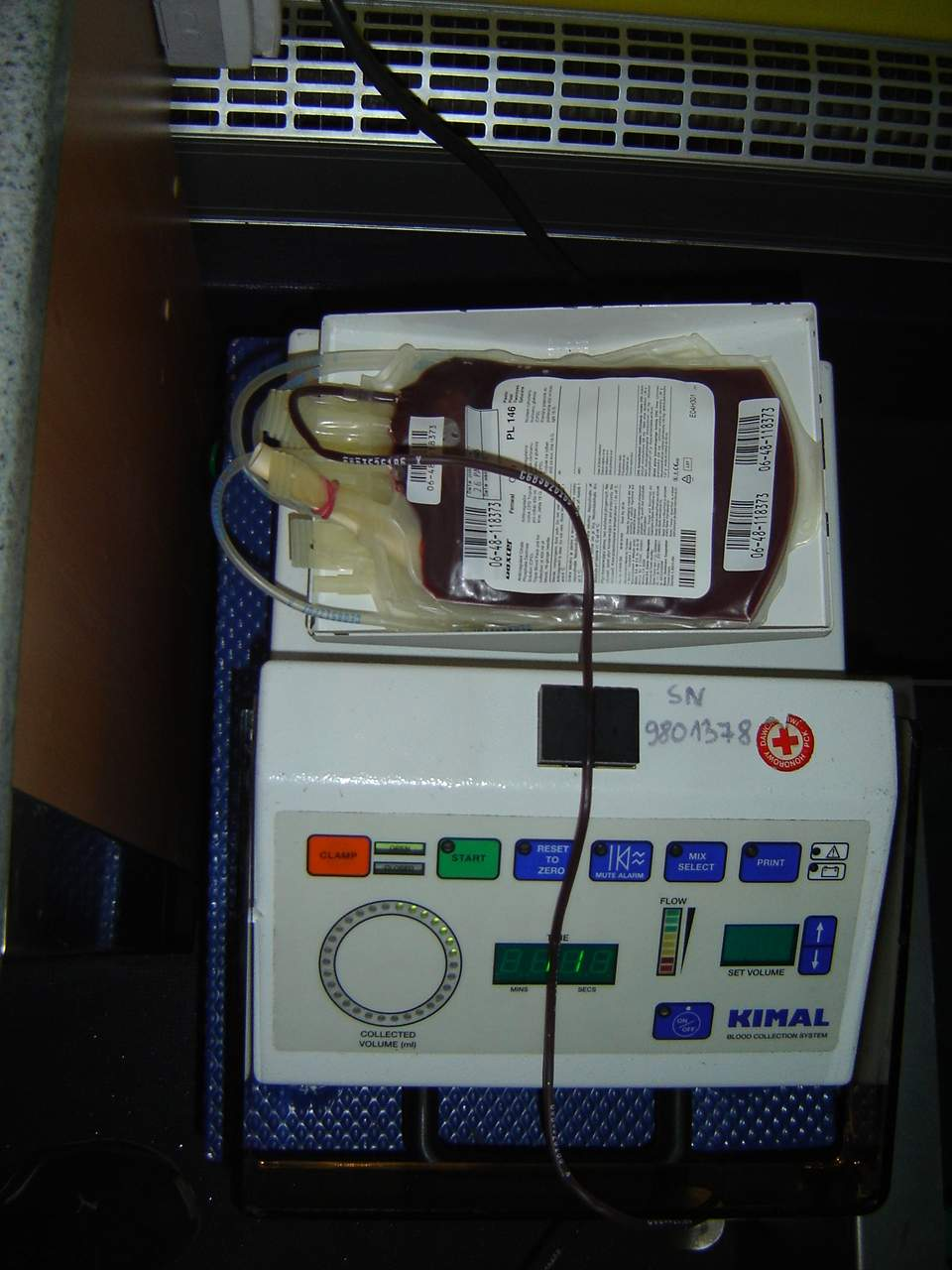
기계적 받침대는 응고를 방지하기 위해 혈액 주머니를 기울이고, 현재의 부피, 1분마다 흐르는 양을 표시한다.

헌혈을 마치면, 헌혈자는 약 10분 정도 지혈을 위해 대기한다. 음료수와 분식은 혈액양과 혈당, 여러 영양분들을 회복하기 위해 제공된다. 가끔 헌혈자는 헌혈후 현기증과 실신으로 이어질 수 있으므로, 정상이 될 때까지 몇 분 동안 앉아 있을 것을 권장 받는다. 어떤 나라에서, 스티커는 헌혈자의 기간과 권장 사항을 보여주기 위해서 헌혈자에게 붙인다. 전체 과정은, 적합 식별로부터 회복까지, 한 시간 정도 걸린다. 실제 헌혈은 전혈에서 4~15분 정도 걸린다(성분 헌혈의 경우, 혈장은 약 30분, 혈소판은 약 2시간 정도 소요된다.) 헌혈자는 다음날까지 무리한 운동, 사우나, 무거운 물건을 드는 것은 권장되지 않는다. 혈장양은 보통 하루 정도면 회복되지만, 적혈구 세포는 골수에 따라 순환계에 회복되기까지 3~5 주 정도 걸리고, 손실된 철분의 회복은 6~8 주 이상 걸린다. 이 회복 과정은 복합 탄수화물, 철분, 다른 미량의 무기질이 많은 음식을 섭취해서 빨라질 수 있다. 철분 회복에는 시간이 필요하기 때문에, 헌혈자는 헌혈한지 8 ~ 12 주 정도(정확한 기간은 국가에 따라 다양함)가 지나야 전혈한 만큼의 철분 농도가 된다. 미국에서는 혈장과 혈소판에서 기다리는 기간은 성분 헌혈자가 112일이 될 때까지이다. 그러나 대한민국에서는, 다시 헌혈할 수 있는 기간은 전혈일 때 두 달 정도 뒤이고, 성분 헌혈일 경우에 2주일 뒤이다.

### 보관
기증 받은 혈액은 빠른 시간 안에 적절한 가공을 거쳐 다양한 혈액 제재로 분리되며, 분리된 혈액 제재는 혈액 은행에 용도에 따라서 냉장 혹은 냉동 상태로 보관되었다가 제재별 정해진 유통기한 안에 병원 등에 유통되어 수혈이 이뤄지게 된다.
적혈구 세포는 냉동보관으로 특별하게 보존되어, 10년 동안 보관할 수 있다. 세포는 40% 글리세롤 용액에 처음으로 배양해서 세포 안에서 얼지 않는다. 혈액 봉지는 -60 °C보다 낮게 냉동된 특별한 무균 상자 속에 보관한다.

## 아기에 적합한 헌혈자
작은 확률로 성인은 응급실의 어린이, 신생아, 태아를 위해 헌혈할 수 있다. 면역 체계가 완성되지 않은 것을 포함하여, 어린이 환자에게 수혈하는 혈액의 안전이 확실하면, 병원은 감염을 막기 위해 모든 예방 조치를 취하고 사이토메갈로 바이러스가 음성임을 보장하는 특별하게 검사 받은 어린이 혈액 봉지는 사용하기에 알맞다. 왜냐하면 신생아나 체중이 낮은 아기가 사이토메갈로 바이러스로 감염될 수 있는 데, 이 바이러스에 감염되면 태아가 위험하거나 심지어 치명적일 수도 있다. 추가적으로, 특정 장애를 지닌 어린이 환자나 응급실 어린이는, 교차 적합시험을 수행하기에 시간이 없으면, 오직 O 형/Rh - 혈액만 신생아 수혈로 사용할 수 있다.  이런 특별한 제한 때문에, 아기에게 적합한 성인 기증자는 사이토메갈로 바이러스의 검사가 반드시 음성이어야 하고, 적십자사와 같은 어떤 혈액 수집 기관은 혈액형 O Rh -인 아기에게 적합한 헌혈자가 필요하다. 미국 성인의 7%만 O -이고 사이토메갈로 바이러스를 옮기지 않는 성인은 15% 보다 적으므로, 성인의 1%만 아기에게 적합한 헌혈자로 인정 받을 수 있다. 다른 제한 (몸무게, 인체 면역결핍 바이러스 상태, 인간 광우병 등)은 잠재적 아기에 적합한 헌혈자의 확률을 0.5% 이하로 낮춘다. 성인이 홍역, 이하선염, 풍진, 수두에 노출되지 않았다면, 사람의 상태는 아기에게 적합한 헌혈자가 될 가능성이 커진다.
복합 수술이 요구되는 신생아는 첫 주 동안에 20개 이상의 혈액 봉지가 필요하기도 한다.

## 단점
비중과 혈액형을 검사하기 위해 손가락을 바늘로 찌르거나 채혈 바늘을 삽입하는 것은 일반적으로 약간의 불편함을 발생시킨다. 그러나 사혈의(피를 뽑는 의사)에게는 어떤 헌혈자로부터 충분한 혈액을 얻는 것은 어려운 경험일 것이다.
헌혈 동안이나 이후에, 혈량저하증은 때때로 현기증이나 기절을 동반하여 혈압을 떨어뜨린다. 어떤 경우에 헌혈을 취소해야 할 수도 있으며, 혈액의 양을 회복하는 정맥 주사 주입이나, 헌혈자가 ("다리 올림"이라고 불리는 들것에) 트렌델렌부르크 자세를 취한다. 음료수는 혈액양을 보충할 수 있게 하고, 헌혈자는 감시관이 관찰하는 동안 수평 자세를 유지해야 한다. 대부분의 헌혈 은행은 기증자가 헌혈 이후에 혈액 손실을 조정하고 이런 문제들의 위험을 줄이기 위해 (종종 과자와 음료수를 동반해서) 몇 분 동안 쉴 것을 권한다.
1% 보다 낮은 확률로, 바늘을 잘못 삽입할 경우 일주일 뒤에 팔에 멍이 생긴다.
헌혈에서 음성적인 의학적 부작용은 거의 드물고, 혈액 은행 직원은 그런 부작용에 대응하도록 교육 받는다.

## 장점
헌혈은 심장병의 위험을 줄이고 적혈구 생산을 자극한다. (혈액색소 침착증 때문에) 또한 철분이 넘치는 경향이 있는 환자들이 헌혈을 하면 철분이 쌓이는 것을 막을 수 있다. (알림: 이 경우에 미국 적십자사는 혈액색소 침착증이 있는 사람이 다른 사람에게 헌혈하는 것을 허락하지 않는다.)
혈관 속에 흐르는 독성 화학양(보기: 수은, 살충제, 방화제)은 기부한 혈액에 포함되어 줄어든다. 일화로, 건강한 중년의 사람은 정기적으로 헌혈을 하면 감각적으로 활기차게 된다는 보고가 있다.

## 자가조직 기증
(일반적으로 수술 계획에 따라) 나중에 수혈이 필요하다고 예상되는 사람은 자가조직 기증을 할 수 있어서, 혈액은 보관되고 나중에 헌혈 본인에게 수혈 받는다. 게다가 (특히 드문 혈액형의 환자는 더욱 중요한) 호환 혈액의 유용성을 확실하게 하는 이 과정은 감염된 헌혈자로부터 질병 전염의 위험도 없애 준다.

## 보상

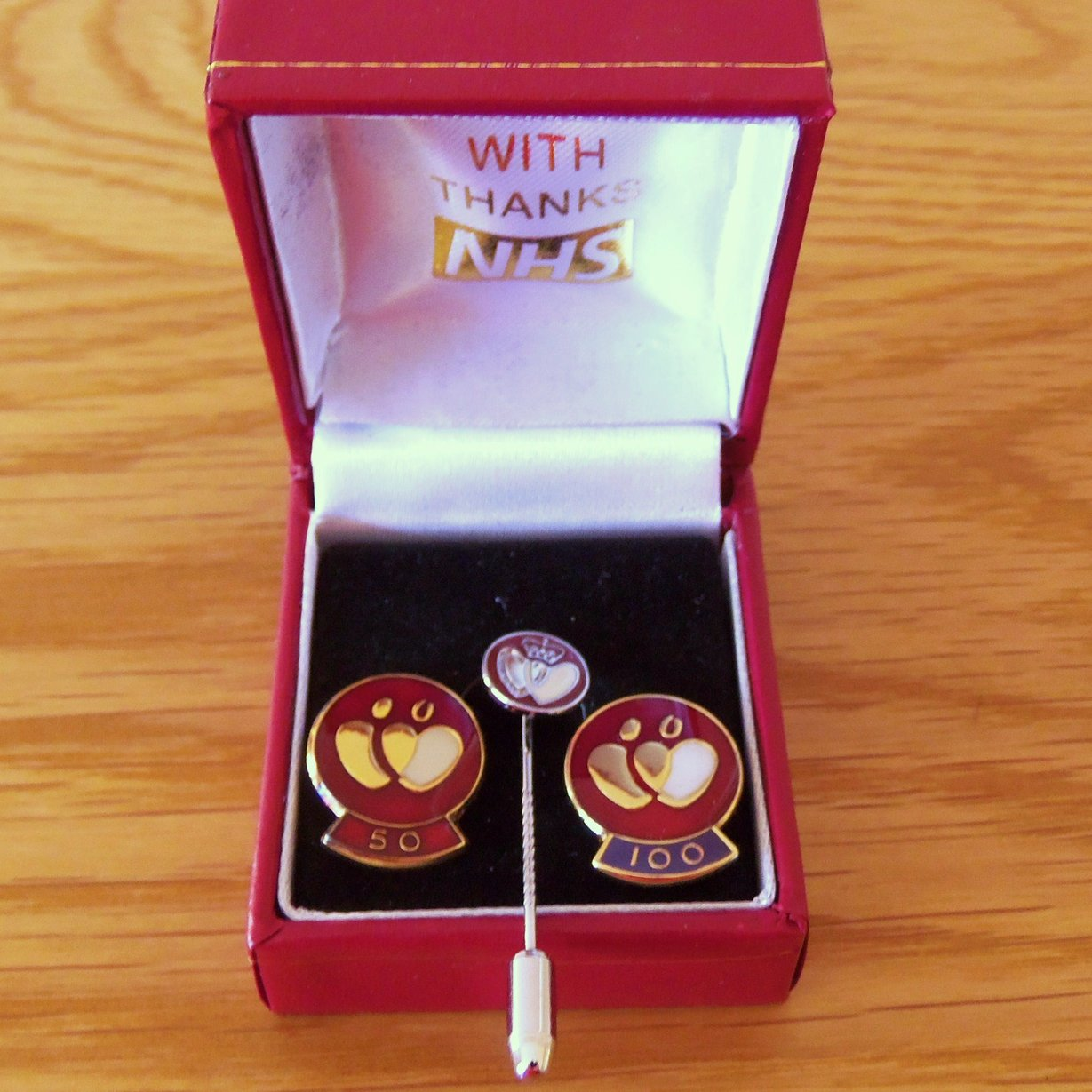
50, 25, 100회 헌혈에 대한 영국의 상.

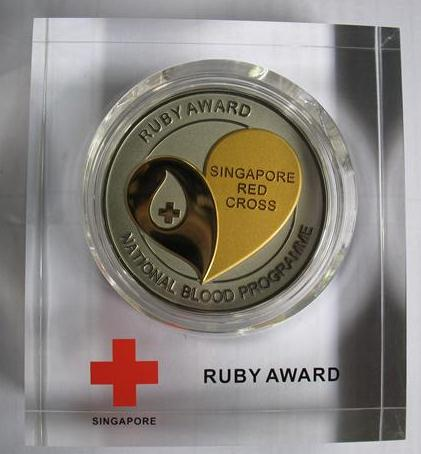
75회 자발적 헌혈에 대한 싱가포르 적십자의 루비상

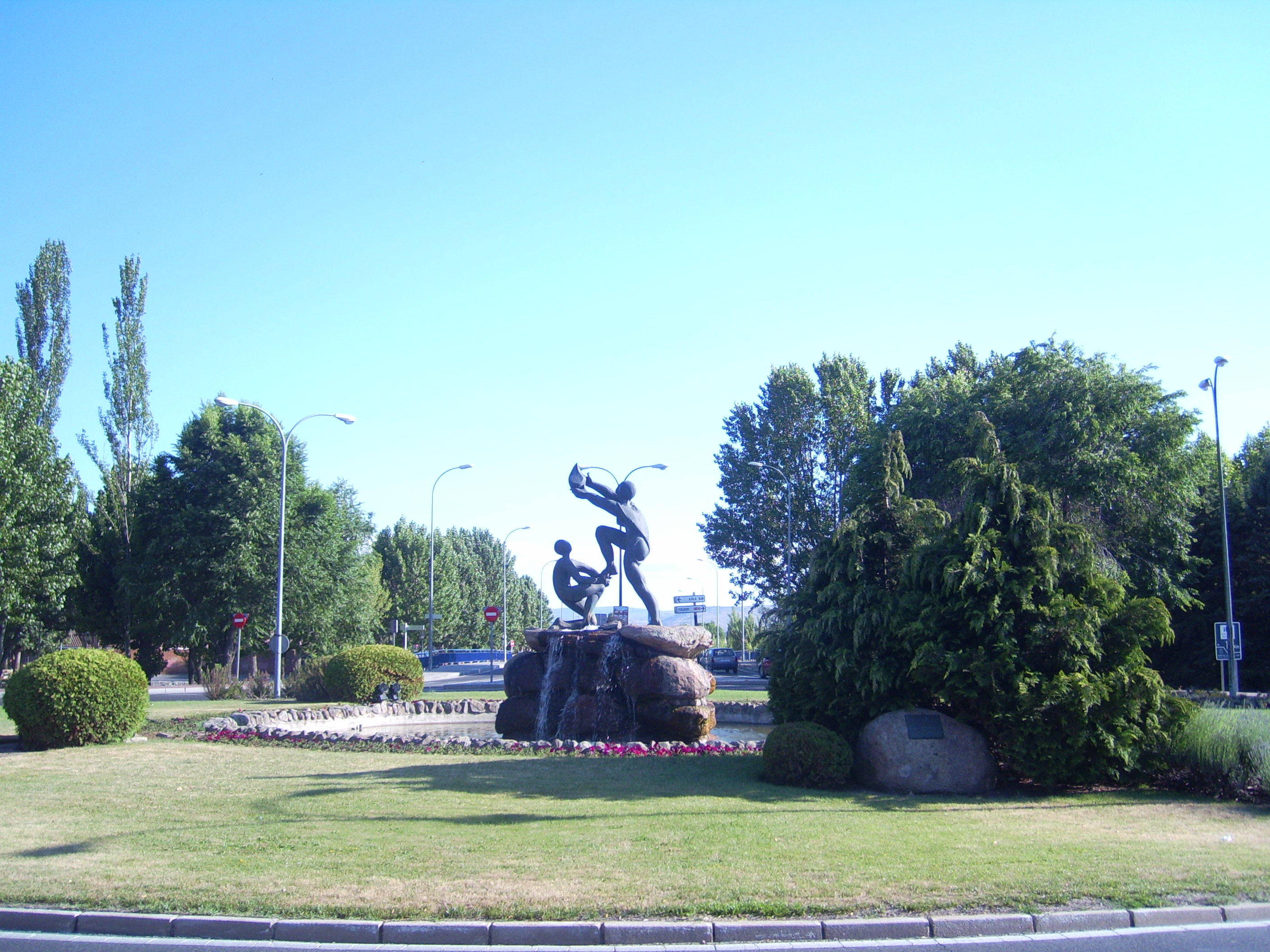
스페인 아빌라의 헌혈자 기념물.

WHO는 1997년에 모든 헌혈을 무상 기부로 하려는 목표를 세웠다. 그러나 2006년 현재 124개국 중에 49개국만이 무상 기부를 채택하고 있다. 탄자니아는 2005년 20%이던 무상 기부자가 2007년 80%로 늘어났다. 그러나 124개국 중에 68개국은 별로 진척이 없다. 미국에서 대부분의 혈장 기부자는 돈을 지급받는다. 25달러에서 50달러를 받는다. 어떤 헌혈 센터에서는 "10월 말까지 10회 기증하면 TV를 탈 수 있는 기회가 있습니다"라는 포스터가 붙어 있다. 브라질, 호주는 헌혈로 인한 음식을 제외하고는 어떤 보상도 불법이다. 일본은 애니메이션과 연계해서 진행하기도 한다.

### 대한민국
대한적십자사에서는 적십자 혈액사업에 공적이 있는 다회 헌혈자들을 대상으로 헌혈유공패와 블러드도너 뱃지를 함께 수여하고 있으며, 대한적십자사 사이트 내에서 자택 주소를 적어 수여받는 방식이다. 과거에는 헌혈유공장을 수여했다. 기준은 30번 이상 헌혈시 은장, 50번 이상 헌혈시 금장, 100번 이상 시 명예장, 200회 이상 시 명예대장, 300회 이상 시 최고명예대장을 수여한다. 100번 이상은 명예의 전당에 오른다. 과거에는 매년 6월말까지의 기준으로 유공 심사를 하며, 대한적십자사 창립 기념일인 10월 27일날 포상을 하였으나, 지금은 언제 되든 상관없이 30회/50회가 되면 자신이 헌혈했던 헌혈의 집에서 즉시 포상한다.
행정기관의 장은 소속 공무원이 「혈액관리법」에 따라 헌혈에 참가할 때 이에 직접 필요한 기간을 공가로 승인하여야 한다.

## 같이 보기
- 수혈
- 출혈